# Centaurea decipiens
Espèce
Centaurea decipiens est une espèce de plante herbacée de la famille des Asteraceae.

## Liste des sous-espèces
Selon GBIF (17 septembre 2024) :
- Centaurea decipiens subsp. decipiens
- Centaurea decipiens subsp. microptilon (Godr.) G.H.Loos
- Centaurea decipiens subsp. ruscinonensis (Boiss.) Dostál

## Systématique
Le nom correct complet (avec auteur) de ce taxon est Centaurea decipiens Thuill..
Ce taxon porte en français les noms vernaculaires ou normalisés suivants : Centaurée tardive, Centaurée trompeuse , Centaurée décevante, Centaurée de Debeaux, Centaurée des prés, Centaurée du Roussillon, Centaurée des bois, Centaurée d'Endress, Centaurée à appendice étroit, Centaurée, Centaurée trompeuse , Centaurée décevante,, Centaurée de Debeaux,, Centaurée des prés,, Centaurée du Roussillon, Centaurée des bois,, Centaurée d'Endress, Centaurée à appendice étroit, centaurée de Thuillier, centaurée trompeuse, Centaurée tardive.
Centaurea decipiens a pour synonymes :
- Centaurea amara subsp. semifimbriata Gugler, 1907
- Centaurea jacea var. carpetana (Boiss. & Reut.) B.Bock
- Centaurea jacea var. endressii (Dostál) B.Bock
- Centaurea jacea var. pratensis Hampe, 1836
- Centaurea jaceoides H.Lév., 1898
- Centaurea nigra subsp. decipiens (Thuill.) H.P.Fuchs
- Centaurea xanthocephala Gand., 1873